# ایمپلنت

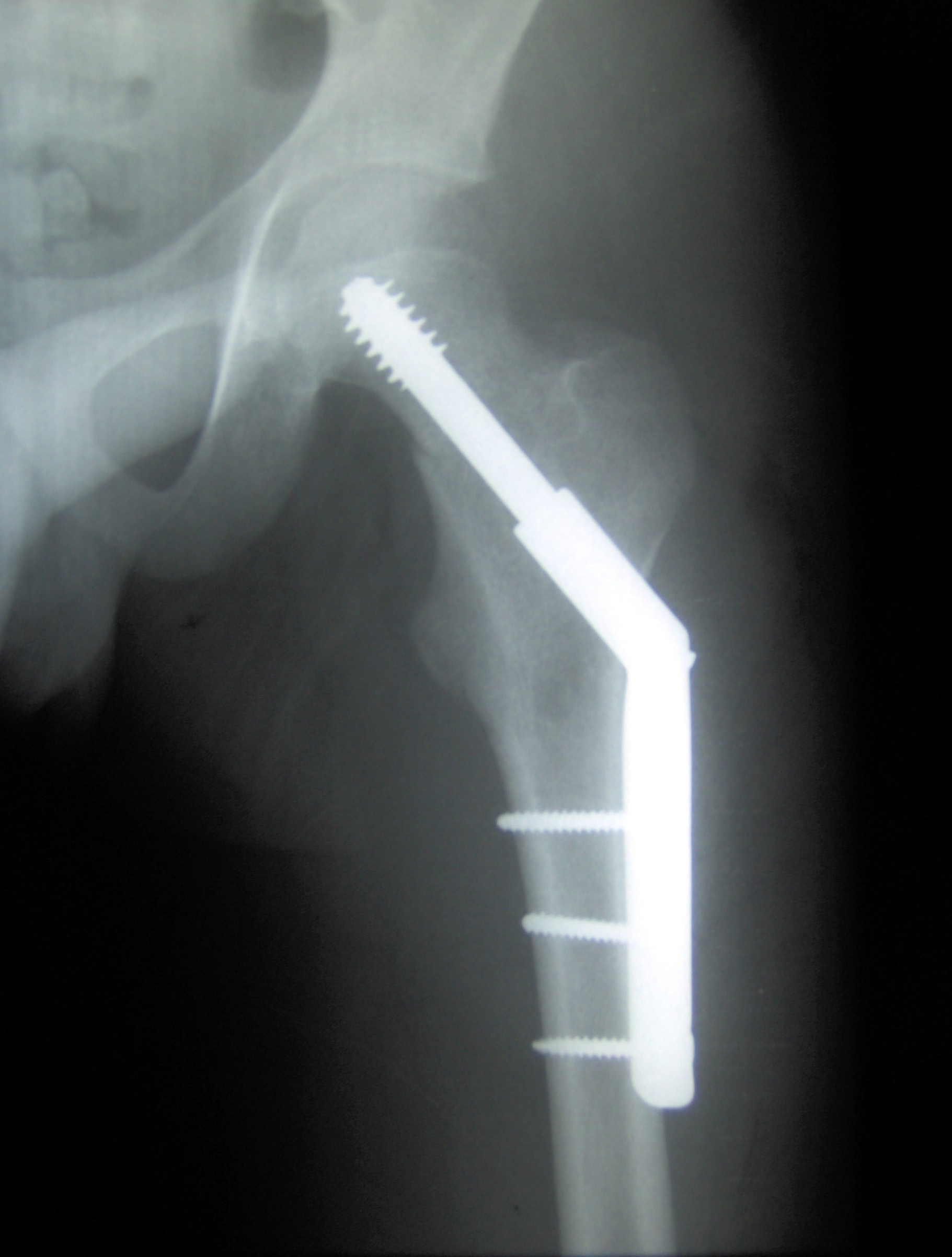
ثابت کردن شکستگی گردن استخوان ران با درون‌کاشت ارتوپدی

ایمپلنت (به انگلیسی: Implant) یا درون‌کاشت (واژه مصوب: کاشتینه)، نوعی ابزار پزشکی است که برای جایگزینی یک عضو زیستی، حمایت از یک ساختار زیستی آسیب‌دیده یا تقویت ساختار در بخشی از بدن قرار داده می‌شوند. درونکاشت‌های اَرتاپزشکی و درونکاشت دندان از رایج‌ترین انواع درونکاشت هستند.

## مشخصات

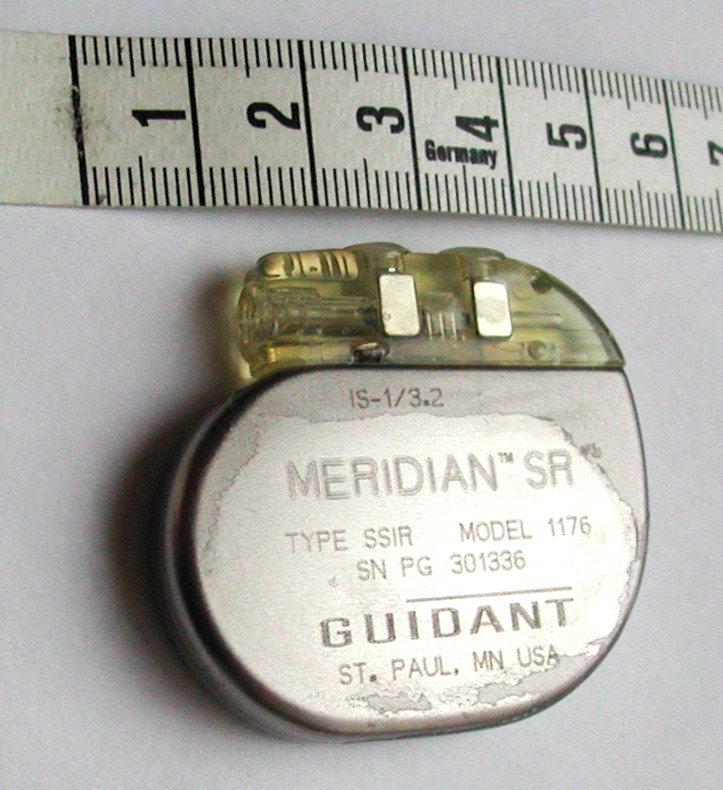
ضربان‌ساز قلب

درونکاشت‌ها وسایل ساخت دست بشر هستند و برای جایگزینی فیزیکی یا رفتاری اندام‌های بدن جانداران به‌کار می‌روند.
سطح خارجی آن‌ها که با بافت‌های زنده در تماس هستند به وسیلهٔ مواد زیست‌شناختی یا مواد آلیاژی مقاوم در مقابل محیط یونی بدن جانداران ساخته می‌شود؛ مثلاً در مورد درونکاشت‌هایی که در استخوان‌ها جاگذاری می‌شود سطح آن‌ها از تیتانیم، کروم یا آپاتیت تشکیل شده‌است. درونکاشت‌های نسج نرم از سیلیکون ساخته می‌شوند. بعضی از درونکاشت‌ها از مدارهای الکترونیکی تشکیل شده‌اند مثل ضربان‌ساز قلبی یا ایمپلنت کاشت حلزون.
درونکاشت‌های فلزی که برای درمان شکستگی استخوان استفاده می‌شوند در بین عامهٔ مردم به «پلاتین» معروف هستند اما امروزه در اغلب موارد از فولاد زنگ‌نزن ساخته شده‌اند که ترکیبی از آهن، کروم و نیکل است و از پلاتین - که فلزی بسیار گران‌بهاست - در آن‌ها استفاده نشده‌است.

## رده‌بندی
از طرف سازمان غذا و داروی آمریکا، تجهیزات پزشکی برحسب خطرات و عوارضی که در پیش بیماران ممکن است ایجاد کنند به سه گروه تقسیم شده‌است. ایمپلنت‌ها اکثراً در گروه ۳ هستند که ساخت و مصرف آن‌ها نیازمند کنترل دقیق و اثبات‌شدهٔ این وسایل از طرف آن اداره است.

## عوارض
- عوارض مربوط به ایمپلنت: هر ایمپلنتی در محیط بدن جسم خارجی محسوب می‌شود و می‌تواند باعث تحریک فعالیت دفاعی بدن و بروز عوارض جسم خارجی در محیط داخلی شود. به همین دلیل سعی می‌شود سطح تماس آن‌ها از مواد بی‌اثر یا کم‌اثر در برابر محیط یونی بدن، تشکیل گردد.
- عوارض مربوط به بدن: ایمپلنت‌ها می‌توانند عوارضی مانند التهاب موضعی، عفونت، بدکاری (Malfunction) و وازنش (Rejection) داشته باشند.
- نقص: بعضی از ایمپلنت‌ها ممکن است به‌دلیل پایین بودن کیفیت ساخت و عدم کنترل کیفی دچار نقص شوند. حتی مواردی که درون‌کاشت دارای برند معتبری بوده موارد نقص گزارش شده‌است.[۶][۷]